# ブロデリック・クロフォード
ブロデリック・クロフォード（Broderick Crawford, 1911年12月9日 - 1986年4月26日）はアメリカ合衆国の俳優。1949年の『オール・ザ・キングスメン』でアカデミー主演男優賞を受賞した。

## 略歴
ペンシルベニア州フィラデルフィア出身。両親は共にボードビル役者であった。
ラジオに出演したり、ボードビル役者としてキャリアをスタートさせる。1932年にロンドンの舞台にデビューし、1935年にはブロードウェイにもデビュー。
1955年にはフェデリコ・フェリーニ監督の『崖』、1977年には日本映画『人間の証明』（東映）にも出演した。

## 主な出演作品
- ボー・ジェスト Beau Geste (1939)
- 殴り込み一家 When the Daltons Rode (1940)
- 妖花 Seven Sinners (1940)
- 黒い天使Black Angel (1946)
- オール・ザ・キングスメン All the King's Men (1949)
- ボーン・イエスタデイ Born Yesterday (1950)
- 栄光の星の下に Lone Star (1952)
- 夜の人々 Night People (1954)
- 仕組まれた罠 Human Desire (1954)
- 崖 Il bidone (1955) キネマ旬報ベスト・テン 第7位
- 見知らぬ人でなく Not as a Stranger (1955)
- 真昼の脱獄 Big House, U.S.A. (1955)
- 必殺の一弾 The Fastest Gun Alive (1956)
- ならず者部隊 Between Heaven and Hell (1956)
- 第三の脱獄 Convicts 4 (1962)
- 禁じられた家 A House Is Not a Home (1964)
- 渚のたたかい Up from the Beach (1965)
- ゴールデン・キッド Kid Rodelo (1966)
- オスカー The Oscar (1966)
- 名犬ウォン・トン・トン Won Ton Ton, the Dog Who Saved Hollywood (1976)
- 人間の証明 (1977)
- リトル・ロマンス A Little Romance (1979)
- ハーレクィン Harlequin (1980)
- 初恋物語 Liar's Moon (1982)
- レスリー・ニールセンの裸の宇宙銃を持つ男 The Creature Wasn't Nice (1983)